# سمير العقربي
سمير العقربي، هو موسيقي تونسي. لحن العقربي لعدة فنانين تونسيين مثل أمينة فاخت ونجاة عطية وصوفية صادق وشكري بوزيان والشاذلي الحاجي ، إلا أنه عرف أساسا من خلال تقديم عرضي النوبة والحضرة صحبة الفاضل الجزيري. قام أيضا بأداء بعض الأغاني التي لحنها مثل «أنا عاشق يا مولاتي» و«أيام أعوام»، ومن أعماله كذلك تلحينه لنشيد اتحاد المغرب العربي. أحرز في جوان 2010 على جائزة التلحين لمهرجان الأغنية العربية في بورت غالب. كلف في ماي 2007 بإدارة فرقة الإذاعة التونسية.

## أعماله
- النوبة
- الحضرة

### الأغاني
- أنا عاشق يا مولاتي (تلحين وآداء)
- أيام أعوام (تلحين وآداء)